# Rafael Forster
Rafael Forster (São José, 23 de julho de 1990), é um futebolista brasileiro que atua como zagueiro. Atualmente joga pelo São Bernardo.

## Carreira
Rafael Forster iniciou sua carreira nas categorias de base do Internacional. Mas não foi no clube gaúcho que ele atuou profissionalmente pela primeira vez, emprestado ao Náutico no ano de 2010, juntamente com os companheiros de categoria de base Igor e Daniel. Sua estreia aconteceu no dia 3 de março de 2014, quando o Timbu venceu o Salgueiro por 1 a 0 fora de casa pelo Campeonato Pernambucano.
Rafael passou ainda por Audax e Audax Rio, até que, no ano de 2013 foi contratado pelo Brasil de Pelotas.
Pelo Brasil de Pelotas conquistou a divisão de acesso de 2013, sendo um dos destaques do time. No ano seguinte, conquistou o 3º lugar do Campeonato Gaúcho e sendo de novo um dos destaques do time. Ainda em 2014, conquistou o vice-campeonato Brasileiro da Série D, conquistando o acesso à Série C do Brasileiro de 2015. Após impressionar no Xavante, foi contratado pelo Goiás em 20 de abril de 2015.
Rafael Forster fez sua estréia na Série A em 10 de maio, no 0–0 contra o Vasco.
Em 30 de agosto de 2017, Forster foi para o time búlgaro Ludogorets Razgrad.

### Seleção nacional
Pela Seleção Brasileira de Futebol Sub-17 Rafael foi Campeão Sul-Americano em 2007 e também disputou o Campeonato Mundial da categoria no mesmo ano.

## Títulos

### Clubes
Internacional
- Copa FGF: 2009

Brasil de Pelotas
- Campeonato Gaúcho - Divisão de Acesso: 2013
- Campeonato do Interior Gaúcho: 2014, 2015

Ludogorets Razgrad
- Campeonato Búlgaro: 2017–18, 2018–19, 2019–20
- Supercopa da Bulgária: 2018, 2019

### Seleção Brasileira
Brasil Sub-17
- Campeonato Sul-Americano Sub-17: 2007